# أحمد المالكي (لاعب كرة قدم مواليد 1984)
أحمد سعد المالكي مواليد 20 يونيو 1984 في السعودية، هو لاعب كرة قدم سعودي.
لعب سابقاً في نادي عكاظ و نادي الفيحاء و نادي النجمة و نادي وج و نادي منيف.